# Campeonato Chileno de Futebol de 1964
O Campeonato Chileno de Futebol de 1964 (oficialmente Campeonato Nacional de Fútbol Profesional de la Primera División de Chile) foi a 32ª edição do campeonato do futebol do Chile. Os clubes jogavam todos contra todos em turno e returno. O último colocado é rebaixado para a Campeonato Chileno de Futebol - Segunda Divisão. O campeão se classifica para a Copa Libertadores da América de 1965.

## Participantes
| Equipe                                        | Cidade           | Região                  | No ano anterior                                                     | Estádio                                     | Capacidade | Títulos                                                  | Participações |
| --------------------------------------------- | ---------------- | ----------------------- | ------------------------------------------------------------------- | ------------------------------------------- | ---------- | -------------------------------------------------------- | ------------- |
| Audax Club Sportivo Italiano                  | La Florida       | Província de Santiago   | Décimo Quinto Lugar                                                 | Estádio Santa Laura                         | 22.375     | 4 (1936, 1946, 1948, 1957)                               | 32            |
| Club Social y Deportivo Colo-Colo             | Ñuñoa            | Província de Santiago   | Campeão                                                             | Estádio Nacional de Chile                   | 55.100     | 9 (1937, 1938, 1940, 1944, 1947, 1953, 1955, 1960, 1963) | 32            |
| Club Deportivo Ferrobádminton                 | Estación Central | Província de Santiago   | Décimo Lugar                                                        | Estádio Ferroviário Hugo Arqueros Rodríguez | 30.000     | 0 (não possui)                                           | 15            |
| Club Universidad de Chile                     | Santiago         | Província de Santiago   | Vice Campeão                                                        | Estádio Nacional de Chile                   | 55.100     | 3 (1940, 1959, 1962,)                                    | 27            |
| Unión Española                                | Independencia    | Província de Santiago   | Décimo Primeiro Lugar                                               | Estádio Santa Laura                         | 22.375     | 2 (1943, 1951)                                           | 31            |
| Club de Deportes Santiago Wanderers           | Valparaíso       | Província de Valparaíso | Sexto Lugar                                                         | Estádio Elías Figueroa Brander              | 23.000     | 1 (1958)                                                 | 21            |
| Corporación Deportiva Everton de Viña del Mar | Viña del Mar     | Província de Valparaíso | Oitavo Lugar                                                        | Estádio Sausalito                           | 25.000     | 2 (1950, 1952)                                           | 21            |
| Club Deportivo Palestino                      | La Cisterna      | Província de Santiago   | Décimo Sétimo Lugar                                                 | Estádio Santa Laura                         | 22.375     | 1 (1955)                                                 | 12            |
| Club Social de Deportes Rangers               | Talca            | Província de Talca      | Quarto Lugar                                                        | Estádio Fiscal de Talca                     | 8.324      | 0 (não possui)                                           | 13            |
| Club Deportivo Universidad Católica           | Las Condes       | Província de Santiago   | Quinto Lugar                                                        | Estádio Independência                       | 13.500     | 3 (1949, 1954, 1961)                                     | 25            |
| Club Deportivo San Luis                       | Quillota         | Província de Valparaíso | Décimo Segundo Lugar                                                | Estádio Municipal Lucio Fariña Fernández    | 7.500      | 0 (não possui)                                           | 8             |
| Corporación Club de Deportes Santiago Morning | Independencia    | Província de Santiago   | Décimo Sexto Lugar                                                  | Estádio Santa Laura                         | 22.375     | 1 (1942)                                                 | 26            |
| Club de Deportes La Serena                    | La Serena        | Província de Coquimbo   | Terceiro Lugar                                                      | Estádio La Portada                          | 18.500     | 0 (não possui)                                           | 5             |
| Club de Deportes Unión La Calera              | La Calera        | Província de Valparaíso | Décimo Quarto Lugar                                                 | Estádio Municipal Nicolás Chahuán Nazar     | 10.000     | 0 (não possui)                                           | 2             |
| Club de Deportes Unión San Felipe             | San Felipe       | Província de Aconcágua  | Oitavo Lugar                                                        | Estádio Municipal de San Felipe             | 18.500     | 0 (não possui)                                           | 2             |
| Club Deportivo Magallanes                     | Maipú            | Província de Santiago   | Nono Lugar                                                          | Estádio Independência                       | 13.500     | 4 (1933, 1934, 1935, 1938)                               | 31            |
| Club de Deportes Coquimbo Unido               | Coquimbo         | Província de Coquimbo   | Décimo Terceiro Lugar                                               | Estádio La Pampilla                         | ---        | 0 (não possui)                                           | 2             |
| Club de Deportes Green Cross                  | Santiago         | Província de Santiago   | Acesso pelo Campeonato Chileno de Futebol de 1963 - Segunda Divisão | Estádio Nacional de Chile                   | 55.100     | 1 (1945)                                                 | 24            |

## Campeão
| Campeão Chileno 1964                                     |
| -------------------------------------------------------- |
| Club Universidad de Chile (Santiago) (4º título) Campeão |